# آلبتلکام
آلبتلکام (انگلیسی: Albtelecom) شرکت مخابرات آلبانیایی است، که در سال ۱۹۱۲ تأسیس شد.